# Let Me Sing, Let Me Sing
Let me Sing, Let me Sing foi o primeiro compacto da carreira solo do cantor e compositor Raul Seixas, lançado em setembro de 1972 pela gravadora Philips Records e presente no álbum Os Grandes Sucessos do FIC 72, tendo sido gravado no mesmo ano. Esta canção foi defendida pelo cantor baiano no VII Festival Internacional da Canção, em 1972.

## Antecedentes
A integração do imenso território brasileiro através das telecomunicações - possível com a criação da Embratel em 1965 e com a vinculação do Brasil ao sistema internacional de satélites, o Intelsat, em 1967 - e a crescente urbanização do país - em 1973 a população urbana ultrapassou a rural pela primeira vez - permitiram o crescimento exponencial da indústria fonográfica. Crescimento esse que se deu baseado em dois eixos principais: a MPB e a música herdeira da Jovem Guarda (tanto o brega como o rock). Permitiu, também, o aparecimento de uma contracultura musical gravada em disco (por exemplo: Walter Franco, Jards Macalé, Luiz Melodia, Sérgio Sampaio e Raul Seixas).
Raul Seixas havia participado da Jovem Guarda com o seu grupo Raulzito e os Panteras, entretanto só conseguiram gravar tardiamente, em 1968, quando o programa já não existia mais e a novidade era a Tropicália. Logo, o disco naufraga e o cantor passa por um período de desilusão que ele mesmo, mais tarde, denominaria "época de fome", entre 1968 e 1969. Em 1970, por intermédio de seu amigo Jerry Adriani, ele é convidado por Evandro Ribeiro, diretor da CBS, para ser produtor e compositor na gravadora e volta ao Rio de Janeiro. Raul passa, então, a produzir e compor para os artistas que, oriundos da Jovem Guarda, passarão a formar o que se convencionou a chamar de música brega (como Tony & Frankie e Diana). Tempos depois, Raul chamará esse período de transição de "conscientização e vivência".
Foi esse o período no qual Raul aprendeu o "jogo dos ratos" (como ele mesmo identificou em uma canção posterior), o que solidificou nele a ideia de fazer algo comunicativo, popular - isto é, que dialogasse com uma parcela grande da população - e, ao mesmo tempo, passasse uma mensagem contracultural. Sua música passou a incorporar ainda mais elementos externos ao rock (como o baião, o samba, o bolero, o tango) como forma de comunicar-se com um público maior. Assim, este compacto insere-se neste projeto, que teve uma primeira execução no álbum lançado em 1971, mas que teve êxito somente a partir das aparições com sucesso de Raul em dois festivais - o VII Festival Internacional da Canção e o Phono 73 - e que permitiram que ele gravasse como cantor e compositor.

## Resenha musical
O lado A é constituído por uma canção que apresenta uma mistura de estilosː o baião, o rock and roll e o rockabilly, que o cantor apelidou de "baioque". Isso é possível porque, embora sejam estilos musicais de tradições diversas (um é tipicamente brasileiro e nordestino, enquanto o outro é estrangeiro), eles possuem muitas características estruturais em comum. Apenas na parte ritmica há divergências, já que o baião tem um compasso binário, com acentuação no contratempo (o que gera uma síncope), enquanto o rock é executado em um compasso quaternário, com acentuações no segundo e quarto tempos. Na parte harmônica, ambos estão estruturados com base na progressão de acordes I - IV - V (ou tônica, subdominante e dominante), o que causa um sentimento de movimento no ouvinte da música, devido à relação dialética "tensão e repouso". Em relação à melodia, o baião é, essencialmente modal, fazendo muito uso do modo mixolídio. O rock, oriundo do blues, utiliza uma escala pentatônica e algumas variações cromáticas que o aproximam do modo mixolídio.
Raul Seixas executa uma parte da música - o refrão - em inglês, como sendo, basicamente, um rock. Já os versos são cantados em português, utilizando-se o estilo do baião, com uma repetição do último verso em uníssono. Para marcar ainda mais a mistura, Raul interpreta a música com acentuações nordestinas na parte do rock e cantando no estilo de Elvis o baião. O que poderia indicar uma vinculação à Tropicália e sua antropofagia modernista é negado na letra da música que recusa tanto a linha evolutiva da música popular brasileira ("Num vim aqui querendo provar nada, não tenho nada prá dizer também / só vim curtir meu rockzinho antigo que não tem perigo de assustar ninguém") quanto a noção de revolução a partir de um messias libertador, quando cita a canção "God" de John Lennon ("Não vim aqui tratar dos seus problemas, o seu messias ainda não chegou / Eu vim rever a moça de Ipanema e vim dizer que o sonho, o sonho terminou”).
O lado B é um rock numa de suas formas mais clássicas, a do rock e rockabilly americano mais rebelde (de Elvis Presley, Little Richard e Jerry Lee Lewis). A canção tem apenas três acordes, mais alguns arranjos de instrumentos de sopro e um andamento acelerado. Nela, destaca-se a interpretação vocal de Raul, com agressividade, a voz levemente rouca e saturada e vibratos. Esta interpretação dá à mensagem da música um tom de denúncia. Se nos primeiros anos do rock Raul acreditava na possibilidade de uma revolução cultural feita pelos jovens, isto é, pelos "Teddy Boys da esquina"; agora, em 1972, ele já não acreditava mais nisso. A canção, portanto, denunciava a padronização do comportamento da contracultura, isto é, a tomada pela indústria cultural e pelo sistema capitalista dos padrões comportamentais e dos próprios ideais da juventude que eram, agora, convertidos em produtos, em mercadoria. O cantor não acreditava que esse "papo furado" (como ele diz na letra da música) mudaria o mundo. Ele acredita que apenas infiltrado dentro da indústria cultural ele pode utilizá-la para a veiculação da sua mensagem nova e alternativa.

## Lançamento e resultado
O compacto foi lançado em setembro de 1972, buscando aproveitar a demanda criada com a performance de Raul no VII Festival Internacional da Canção que ocorreu no mesmo mês. A escolha de um rock para o "Lado B" parece indicar que a gravadora pretendia vender para e vincular a imagem do seu novo contratado a um público mais ligado ao rock do que à MPB. Entretanto, aparentemente, não obteve resultados satisfatórios.

## Faixas
De acordo com o Discogs.
| Let me Sing, Let me Sing |                                 |                             |         |  |
| N.º                      | Título                          | Compositor(es)              | Duração |  |
| 1.                       | "Let me Sing, Let me Sing"      | Raul Seixas / Nadine Wisner | 3:11    |  |
| 2.                       | "Teddy Boy, Rock e Brilhantina" | Raul Seixas                 | 2:35    |  |
| Duração total:           | Duração total:                  | Duração total:              | 5:46    |  |

| Let me Sing, Let me Sing |                               |                             |         |  |
| N.º                      | Título                        | Compositor(es)              | Duração |  |
| 1.                       | "Let me Sing, Let me Sing"    | Raul Seixas / Nadine Wisner | 3:11    |  |
| 2.                       | "Eu Sou Eu, Nicuri É o Diabo" | Raul Seixas                 | 2:37    |  |
| Duração total:           | Duração total:                | Duração total:              | 5:46    |  |

## Créditos
Créditos dados por Souza e Medeiros.

### Músicos
- Guitarra: Raul Seixas e Jay Anthony Vaquer
- Piano: Mauro Motta e Lafayette
- Acordeão: Abdias dos Oito Baixos
- Baixo elétrico: Paulo César Barros
- Bateria: Bill French
- Percussão: Jackson do Pandeiro e Cícero Gomes